# 拉戈蘭科 (智利)
40°19′S 72°30′W / 40.317°S 72.500°W

拉戈蘭科（西班牙語：Lago Ranco），是智利的城鎮，位於該國中南部河大區的蘭科省，始建於1941年2月14日，面積1,763.3平方公里，海拔高度64米，2012年人口9,575人，人口密度每平方公里5.4人。